# 横浜市立川島小学校
横浜市立川島小学校（よこはましりつかわしましょうがっこう）は、神奈川県横浜市保土ケ谷区川島町に存在する公立小学校である。

## 概要
横浜市保土ケ谷区川島町にある横浜市立小学校の一校である。1875年（明治8年）4月15日の川島学校開校を創立としている。

## 沿革
- 1873年（明治6年）- 随流院に川嶋学舎がひらかれる
- 1875年（明治8年）- 川島学校として開校
- 1876年（明治9年）- 川島学校が公立になる
- 1892年（明治25年）- 都筑郡西谷村立尋常川島小学校となる
- 1893年（明治26年）- 都筑郡尋常高等川島小学校となる
- 1916年（大正5年）- 校章を制定
- 1919年（大正8年）- 校歌を制定
- 1921年（大正10年）- 西谷村立実業補習学校となる
- 1923年（大正12年）- 都筑郡村立川島尋常高等小学校となる
- 1927年（昭和2年）- 横浜市川島尋常高等小学校となる
- 1941年（昭和16年）- 国民学校令により横浜市川島国民学校となる
- 1947年（昭和22年）- 学校教育法施行により横浜市立川島小学校となる
- 1967年（昭和42年）4月 - 川島小分校ができる(現在の第二校舎)
- 1971年（昭和46年）10月 - 現在の場所に第一校舎ができる。分校を統合し、川島小学校となる(それまで第一校舎は川島町公園の付近に存在していた)
- 1972年（昭和47年）7月 - 体育館完成
- 1975年（昭和50年）- 創立100周年
- 2013年（平成25年）- 横浜市立川島小学校と横浜市立くぬぎ台小学校が統合し横浜市立川島小学校が開校

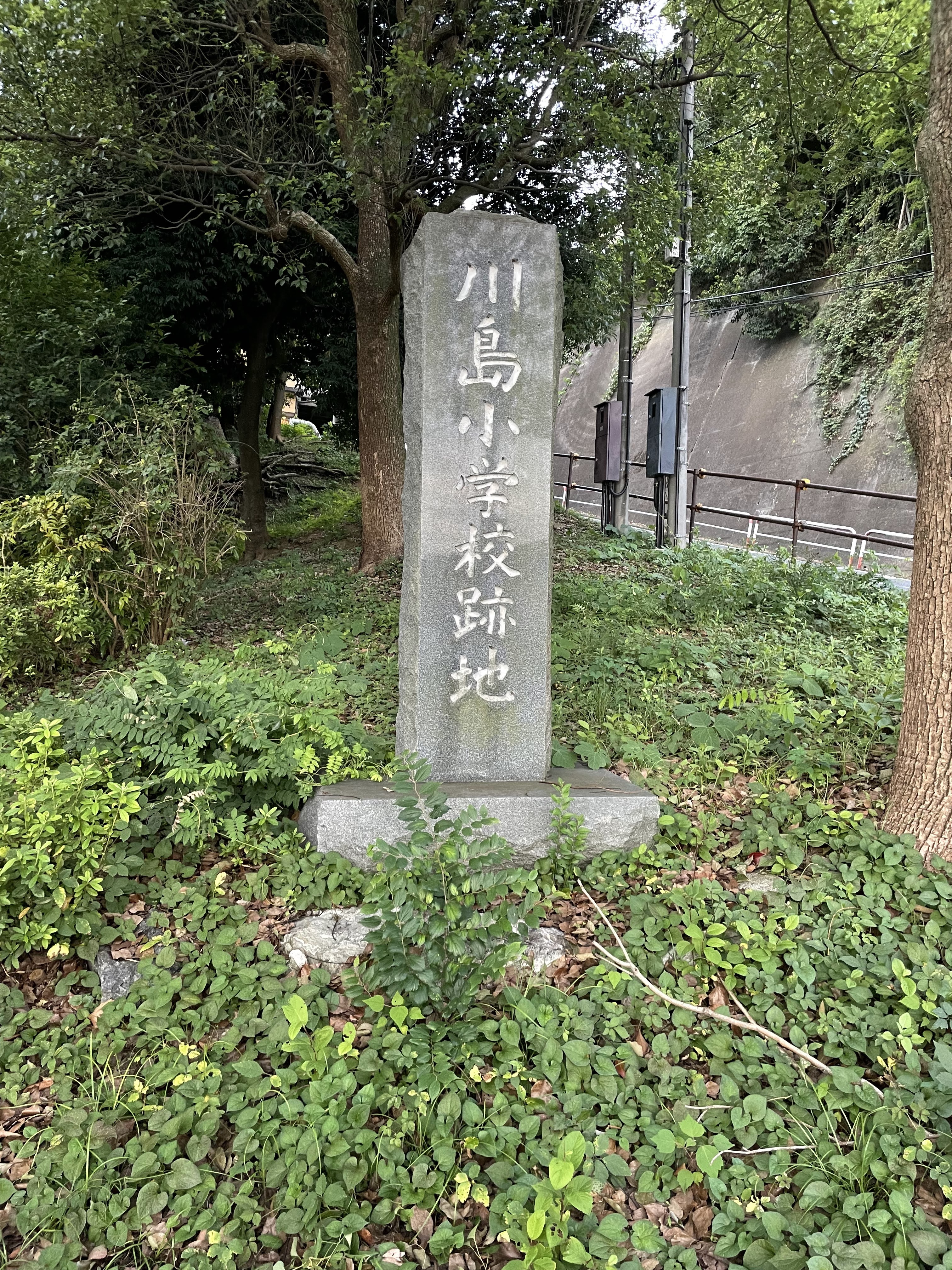
川島町公園にある川島小学校跡地の碑

## 学校教育目標
自分の夢、なかまとの夢、このまちでの夢

## 通学区域
- 横浜市[1]
  - 保土ケ谷区
    - 川島町の一部、西谷三丁目、西谷四丁目、東川島町の一部

  - 旭区
    - 西川島町の一部

## 進学先中学校
- 横浜市立西谷中学校[1]

## 基礎データ

### 校歌
作詞：大矢　助次郎　　作曲：渡辺　常吉
校歌

### 校章
https://www.edu.city.yokohama.lg.jp/school/es/kawashima/images/content/1600/kousyou..png

## 事件
2011年（平成23年）8月に福島県から家族と自主避難した生徒が金銭授受を強要される恐喝事件が発生。
金銭支払いの総額は約150万円に上るとされている。

## 関係者

### 出身者
- 森野将彦 - プロ野球選手[3][4]